# Forbindelse til fremtiden
Forbindelse til fremtiden er en dansk dokumentarfilm instrueret af Werner Hedman.

## Handling
Denne artikel mangler et handlingsreferat. Hjælp os med at skrive det.